# Uloborus jabalpurensis
Uloborus jabalpurensis är en spindelart som beskrevs av Madan Mal Bhandari och Gajbe 200. Uloborus jabalpurensis ingår i släktet Uloborus och familjen krusnätsspindlar. Inga underarter finns listade i Catalogue of Life.